# Ron Sun
Ron Sun es un científico cognitivo que realizó importantes contribuciones a la psicología computacional y otras áreas de la ciencia cognitiva y la inteligencia artificial. Actualmente es profesor de ciencias cognitivas en el Instituto Politécnico Rensselaer, y anteriormente fue profesor de Ingeniería James C. Dowell y Profesor de Ciencias de la Computación en la Universidad de Misuri. Recibió su doctorado en 1992 por la Universidad de Brandeis.

## Descripción general
Sus numerosos intereses de investigación se centran en el estudio de la cognición y la psicología humanas, especialmente en las áreas de las arquitecturas cognitivas, el razonamiento y el aprendizaje humanos, la simulación social cognitiva y los modelos híbridos conexionistas-simbólicos. A lo largo de los años, su trabajo ha sido muy amplio y abarca la ciencia cognitiva, la psicología, la filosofía, la informática, la inteligencia artificial y las ciencias sociales. Ha sido conocido por su trabajo en modelado cognitivo (psicología computacional). Por su artículo sobre la integración de modelos conexionistas y basados en reglas para dar cuenta del razonamiento humano cotidiano, recibió el premio David Marr de 1991 de la Sociedad de Ciencias Cognitivas. Por su trabajo en el aprendizaje de habilidades humanas, recibió el premio Hebb 2008 de la International Neural Network Society. En 2013 recibió un premio de Liderazgo y Visión del presidente de la International Neural Network Society (INNS). Es miembro del IEEE y miembro de la Asociación para la Ciencia Psicológica. Fue el coeditor en jefe fundador de la revista Cognitive Systems Research y es miembro de los consejos editoriales de muchas otras revistas. Fue presidente general y presidente del programa de CogSci 2006, y presidente del programa de IJCNN 2007. Fue miembro de las juntas directivas de la Sociedad de Ciencias Cognitivas y de la Sociedad Internacional de Redes Neuronales. Se desempeñó como presidente de la INNS durante dos años, desde enero de 2011 hasta diciembre de 2012.

## Investigación
A lo largo de las últimas dos décadas, ha realizado investigaciones en los campos de la psicología computacional y las redes neuronales conexionistas híbridas (es decir, modelos simbólicos neuronales). En particular, aplicó estos modelos a la investigación sobre la adquisición de habilidades humanas. Específicamente, ha trabajado en el efecto integrado del aprendizaje de «arriba hacia abajo» y de «abajo hacia arriba» en la adquisición de habilidades humanas, en una variedad de dominios de tareas, por ejemplo, tareas de navegación, tareas de razonamiento y tareas de aprendizaje implícitas. Esta inclusión de procesos de aprendizaje de abajo hacia arriba ha sido revolucionaria en la ciencia cognitiva, porque la mayoría de los modelos de aprendizaje anteriores se habían centrado exclusivamente en el aprendizaje de arriba hacia abajo (mientras que el aprendizaje humano ocurre claramente en ambas direcciones). Esta investigación ha culminado con el desarrollo de una arquitectura cognitiva integrada que se puede utilizar para proporcionar una explicación cualitativa y cuantitativa de los datos de aprendizaje psicológico empírico. El modelo, CLARION, es una red neuronal híbrida que también se puede utilizar para simular la resolución de problemas y las interacciones sociales. Más importante aún, CLARION fue el primer modelo psicológico que propuso una explicación para los mecanismos de «aprendizaje de abajo hacia arriba» presentes en la adquisición de habilidades humanas: sus numerosos artículos sobre el tema han llamado la atención sobre esta área descuidada de la ciencia cognitiva.
En relación con esto, ha realizado un trabajo pionero en la teoría del proceso dual. También conocidas como teorías de dos sistemas o de dos niveles, sus teorías de proceso dual postulan la coexistencia y la interacción entre procesos implícitos y explícitos.
Otra línea de su trabajo es un modelo teórico de resolución creativa de problemas. En este trabajo (con S. Helie), propuso una teoría integradora que tiene un alcance explicativo mucho más amplio y la utilizó para dar cuenta de una variedad de fenómenos empíricos.
Otra rama más es lo que él llamó ciencias sociales cognitivas —la reunificación de las ciencias cognitivas y sociales a través de la fundamentación de las ciencias sociales en las ciencias cognitivas.
También intentó la difícil tarea de sentar las bases teóricas y metateóricas para el modelado cognitivo computacional (o psicología computacional).

## Libros
- R. Sun, Anatomy of the Mind: Exploring Psychological Mechanisms and Processes with the Clarion Cognitive Architecture. Oxford University Press, Nueva York. 2016.
- R. Sun, (ed.)  Grounding Social Sciences in Cognitive Sciences. MIT Press, Cambridge MA. 2012.
- R. Sun, (ed.)  The Cambridge Handbook of Computational  Psychology. Cambridge University Press, Nueva York. 2008.
- R. Sun, Cognition and Multi-Agent Interaction: From Cognitive Modeling to Social Simulation. Cambridge University Press, Nueva York. 2006.
- R. Sun, Duality of the Mind. Lawrence Erlbaum Associates, Mahwah, NJ. 2002.
- R. Sun and L. Giles, (eds.) Sequence Learning: Paradigms, Algorithms, and Applications. Springer-Verlag, Heidelberg. 2000.
- S. Wermter and R. Sun, (eds.) Hybrid Neural Systems. Springer-Verlag, Heidelberg. 2000.
- R. Sun and F. Alexandre, (eds.) Connectionist-Symbolic Integration. Lawrence Erlbaum Associates, Mahwah, NJ. 1997.
- R. Sun, Integrating Rules and Connectionism for Robust Commonsense Reasoning. John Wiley and Sons, Nueva York. 1994.
- R. Sun & L. Bookman, (eds.), Computational Architectures Integrating Neural and Symbolic Processes. Kluwer Academic Publishers, Needham, MA. 1994.